# Sefora Ada Eto
Sefora Ada Eto (* 11. Juni 2003 in Abiere Esatop) ist eine Leichtathletin aus Äquatorialguinea, die sich auf den Sprint spezialisiert hat.

## Sportliche Laufbahn
Erste Erfahrungen bei internationalen Meisterschaften sammelte Sefora Ada Eto im Jahr 2023, als sie bei den Spielen der Frankophonie in Kinshasa mit 13,73 s in der ersten Runde im 100-Meter-Lauf ausschied und auch über 200 Meter mit 28,67 s nicht über den Vorlauf hinauskam. Im Jahr darauf schied sie bei den Afrikameisterschaften in Douala mit 13,94 s im Vorlauf über 100 Meter aus. Im August nahm sie dank einer Wildcard im über diese Distanz an den Olympischen Sommerspielen in Paris teil und schied dort mit 12,41 s in der Vorausscheidungsrunde aus. Zudem war sie Fahnenträgerin ihrer Nation während der Eröffnungsveranstaltung der Spiele.

## Persönliche Bestleistungen
- 100 Meter: 12,41 s (+0,2 m/s), 2. August 2024 in Paris